# Maigreur constitutionnelle
La maigreur constitutionnelle est un état de maigreur ou de résistance à la prise de poids sans dénutrition. 

## Épidémiologie
Sa fréquence est difficile à estimer car le diagnostic est mal connu voire nié par certains médecins et les patients souvent sous-diagnostiqués. Parmi la population maigre en France évaluée de manière stable depuis plus de dix ans à 4 % de la population française par l’étude ObÉpi, on considère que la maigreur constitutionnelle représente moins de 0,05 % soit 1 patient sur 2 000[réf. nécessaire].
D’abord identifiés chez des jeunes femmes en diagnostic différentiel de l’anorexie mentale, on sait maintenant que la maigreur constitutionnelle est aussi fréquente chez les hommes que chez les femmes et qu’elle est présente à tous les âges de la vie.

## Diagnostic

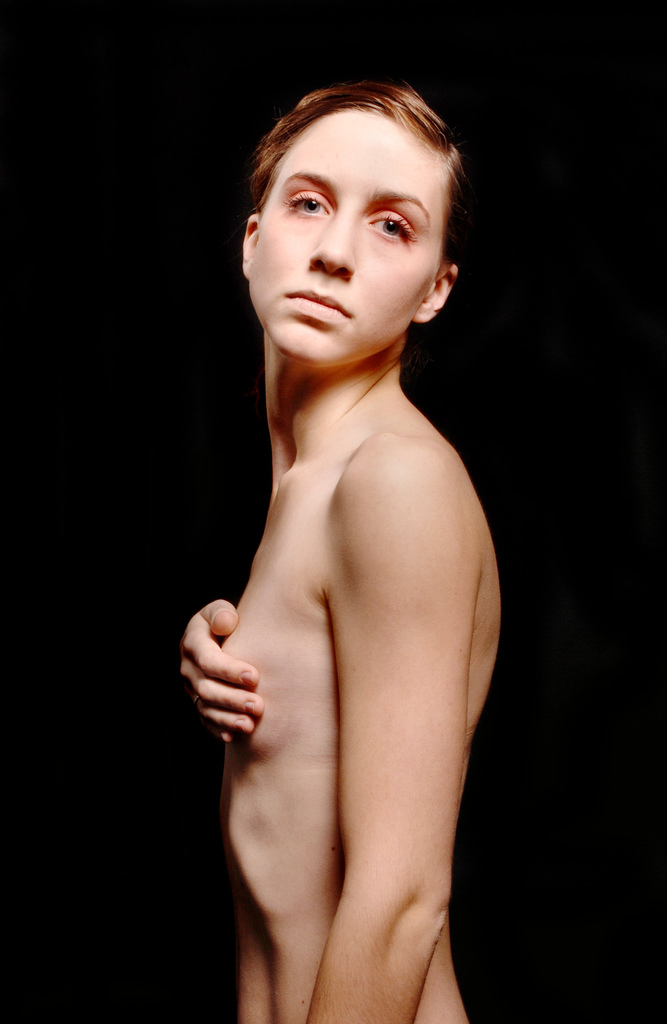
Jeune fille maigre

Le diagnostic est difficile car il faut pouvoir y penser face à une maigreur ou une résistance à la prise de poids, alors que les diagnostics de troubles du comportement alimentaire et autres pathologies cachectisantes viendront en premier à l’esprit.
À ce jour les critères diagnostiques sont :
- un antécédent familial de maigreur fréquent mais pas toujours retrouvé[5] ;
- un indice de masse corporelle (IMC) inférieur à l'IMC cible pour l’âge[5] ;
- une non-cassure de la courbe de poids[5] ;
- l’absence de troubles du comportement alimentaire et surtout l’absence de restriction aux questionnaires DEBQ[2],[5] ;
- l’absence de syndrome de basse T3, de diminution de l’IGF1[6] ;
- une fertilité conservée[3].

## Complications

### Complications physiques
Les complications physiques et leurs conséquences sont encore mal connues.

#### Altération de la masse grasse
Les patients présentant une maigreur constitutionnelle ont une masse grasse diminuée de façon harmonieuse et généralisée sur tout le corps. Cette masse grasse diminuée s’accompagne d’une hypoleptinémie modérée mais sans blocage des hormones sexuelles et donc avec préservation de la fertilité et des règles chez les femmes. Il n’a pas été observé de retard pubertaire.

#### Altération du muscle
Ils présentent également une altération du muscle avec une diminution de la taille des fibres musculaires ainsi qu’une distribution du type de fibres musculaire anormale, le tout sur un muscle fonctionnant comme au ralenti. On ne connait pas encore la capacité musculaire des patients présentant une maigreur constitutionnelle.

#### Altération de la masse osseuse
Enfin, on sait maintenant qu’ils présentent une altération de la masse osseuse ou « ostéoporose » avec une diminution du T-score en densitométrie osseuse et une altération de la microarchitecture de l’os au HR-PQCT, augmentant en théorie le risque fracturaire,,.

#### Altération des hormones de la régulation de l'appétit
Les hormones de la régulation de l’appétit sont modifiées chez ces patients avec des pics des hormones de la satiété (PYY et GLP1) qui sont très rapides et très importants entraînant une sensation de satiété (« coupe-faim ») très rapide,,. En conséquence, les repas sont souvent petits mais doivent être fréquents pour permettre au patient d’avoir sa ration calorique de la journée pour ne pas maigrir. Ils sont donc obligés de faire des goûters ou snacking plusieurs fois par jour sous peine de maigrir encore plus.

### Les complications psycho-sociales
Les complications psychosociales sont mieux connues.
La plus fréquente est l’erreur diagnostique avec les troubles du comportement alimentaire soit anorexie restrictive en accusant le patient de mentir et de ne pas manger, soit avec la boulimie puisqu’on les voit manger sans grossir. 
Cette erreur diagnostique médicale peut conduire à mettre en place des thérapeutiques de contrat de poids voire des hospitalisations vouées à l’échec. Il a en effet été démontré l’inefficacité sur la prise de poids d’un régime de suralimentation lipidique avec 700 kcal de plus par jour pendant 1 mois chez des jeunes femmes présentant une maigreur constitutionnelle  .
Cette erreur diagnostique peut également conduire à retarder des prises en charge en médecine de la reproduction pour cause de trouble du comportement alimentaire.
Cette erreur diagnostique conduit surtout à une stigmatisation sociale de la personne maigre qui est aujourd’hui presque plus mal vue que les personnes obèses, avec de discrimination à l’embauche ou à la titularisation de fonctionnaire notamment. Les patients sont traités de « fils de fer » par exemple[source insuffisante]. Récemment la proposition de loi voulant interdire les mannequins ayant un indice de masse corporelle au-dessous de 18,5 est un exemple de discrimination de la maigreur.
Le retentissement psychologique est souvent méconnu et sous-estimé.

## Causes
Les causes sont encore mal connues.

### L'hypothèse génétique
Les patients porteurs de maigreur constitutionnelle se situent toujours dans les percentiles les plus bas des courbes de poids pour l’âge, le sexe et l’ethnie. Cette absence de cassure de la courbe de poids des patients présentant une maigreur constitutionnelle s’inscrit dans l’histoire naturelle du poids de chacun comme nous le disent les courbes de poids et d’IMC retrouvées sur nos carnets de santé. 
On retrouve également une agrégation familiale avec en moyenne 2,5 sujets atteints sur deux générations dans une même famille,.

### Image en miroir de l'obésité
Les anomalies des hormones de la régulation de l’appétit sont en miroir de celles retrouvées dans l’obésité,,.
Enfin la résistance à la prise de poids s’inscrit également en image en miroir de l’obésité et sa résistance à la perte de poids comme en témoigne le recours de plus en plus fréquent à la chirurgie bariatrique.
Tous ces éléments  poussent à faire l’hypothèse raisonnable d’une origine génétique à la maigreur constitutionnelle. Des études sont en cours.

### Le gap énergétique
Curieusement les patients porteurs de maigreur constitutionnelle ont des apports alimentaires supérieurs à leurs dépenses énergétiques. Il a été ainsi démontré un gap énergétique avec une zone de dépenses énergétiques inconnues ou non mesurées chez ces patients qui reste à explorer. Certains ont proposé le rôle de la graisse brune comme pôle de dépense énergétique supplémentaire expliquant la résistance à la prise de poids. Cependant cela ne suffit pas à expliquer la différence. Des études sont en cours.

## Traitement
Le premier des traitements demandés par les patients est la prise de poids. À ce jour, il n’y a pas de traitement validé ayant prouvé son efficacité. Seul le sport permet un gain de poids à travers la prise de muscles, mais pas de prise de graisse. Un premier protocole de suralimentation chez des jeunes femmes porteuses de maigreur constitutionnelle a montré l’inefficacité d’un régime de suralimentation de 700 kilocalories de gras en plus par jour pendant un mois. Un deuxième protocole de surnutrition différent, incluant des jeunes hommes et femmes, a montré le même résultat,. 
La protection de la qualité osseuse est aussi un objectif thérapeutique majeur. On ne connaît pas à ce jour le risque fracturaire réel des patients présentant une maigreur constitutionnelle car il n’y a pas d’étude de cohorte prospective en cours, en raison notamment du sous-diagnostic et de la méconnaissance de la pathologie. Une étude est en cours.
La prise en charge psychosociale est également un enjeu majeur. Elle passe d’abord devant la réalité du diagnostic pour le patient et son entourage personnel et professionnel. Elle passe également par un soutien psychologique et à ce jour une acceptation de soi, puisqu’il n’existe pas encore de traitement pour faire prendre du poids sur le long terme.